# Diadema antillarum
Diadema antillarum is een zee-egel uit de familie Diadematidae. De wetenschappelijke naam van de soort werd in 1845 gepubliceerd door Rodolfo Amando Philippi. Deze tropische zee-egel kan tot 10 centimeter breed worden, exclusief stekels. Hij eet 's nachts algen en koraal en verschuilt zich overdag in spleten.

## Verspreiding en leefgebied
De soort komt voor in de tropische westelijke Atlantische Oceaan, de Caraïbische Zee, de Golf van Mexico en de noordelijke en oostelijke kusten van Zuid-Amerika. In de oostelijke Atlantische Oceaan komt de soort voor bij de Canarische Eilanden. De soort wordt aangetroffen in ondiepe wateren bij koraalriffen, meestal tussen de 1 en 10 meter diepte. Door het eten van algen voorkomen ze, dat die het koraalrif overwoekeren. Tot 1983 waren ze zo een belangrijk onderdeel van het Caraïbisch ecosysteem, daarna is 95% overleden aan een onbekende ziekte.

## Kweek
Om de populatie in de Caraïben weer aan te sterken wordt gepoogd Diadema antillarum op te kweken om de soort daarna weer uit te zetten op de koraalriffen rond Saba en Sint Eustatius. De afgelopen 40 jaar wordt al geëxperimenteerd met het op laten groeien van de soort in gevangenschap. Maar doordat dit kweken lastiger lijkt dan verwacht duurde het tot 2020 totdat er een werkende methode ontwikkeld werd in Leeuwarden. De toen opgekweekte dieren zijn ondergebracht in Diergaarde Blijdorp. De volgende stap in de herintroductie van de soort in de Caraïben, is om ze daar ook op te kweken.

## Afbeeldingen

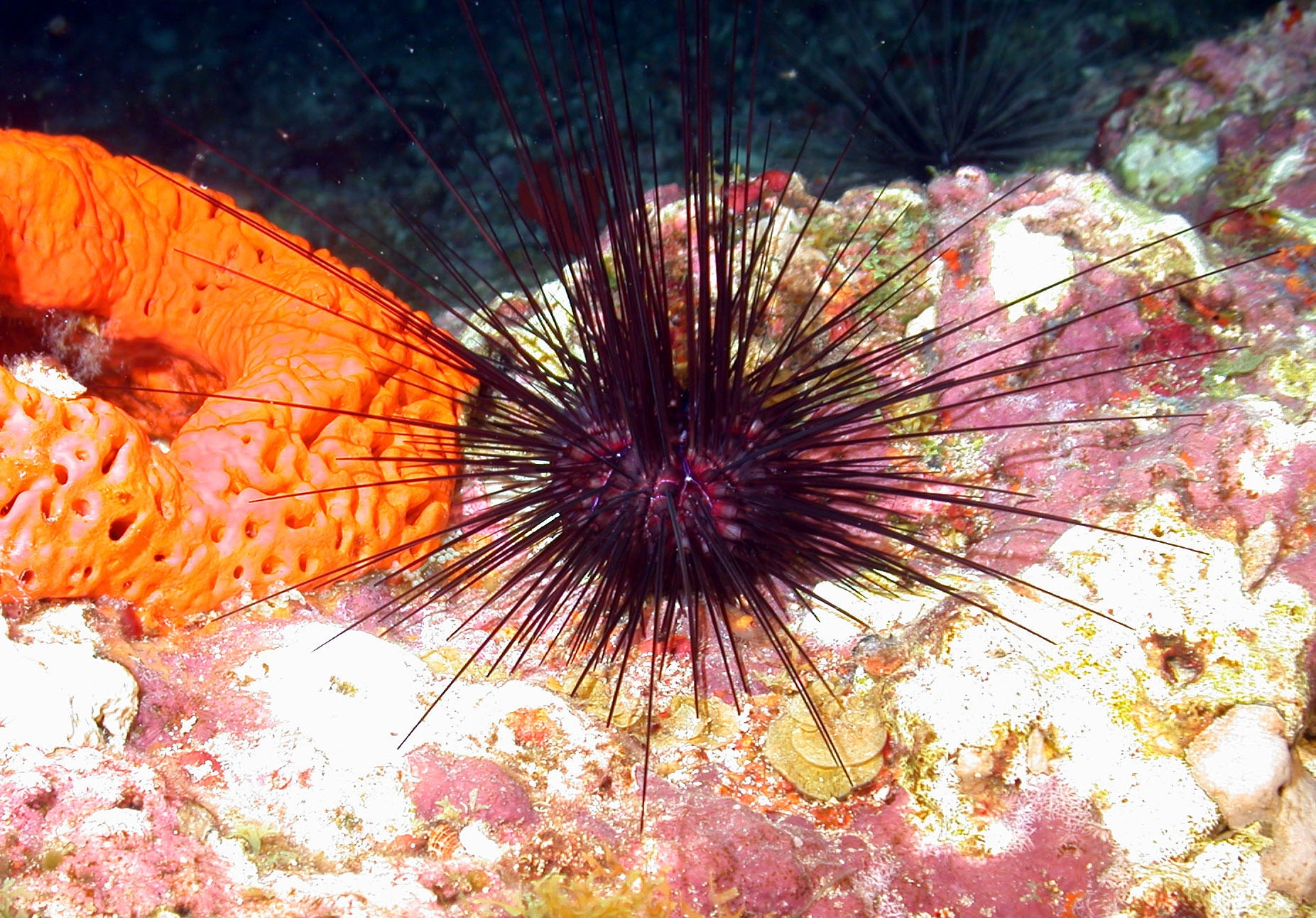
Een paarse D. antillarum in de Golf van Mexico.
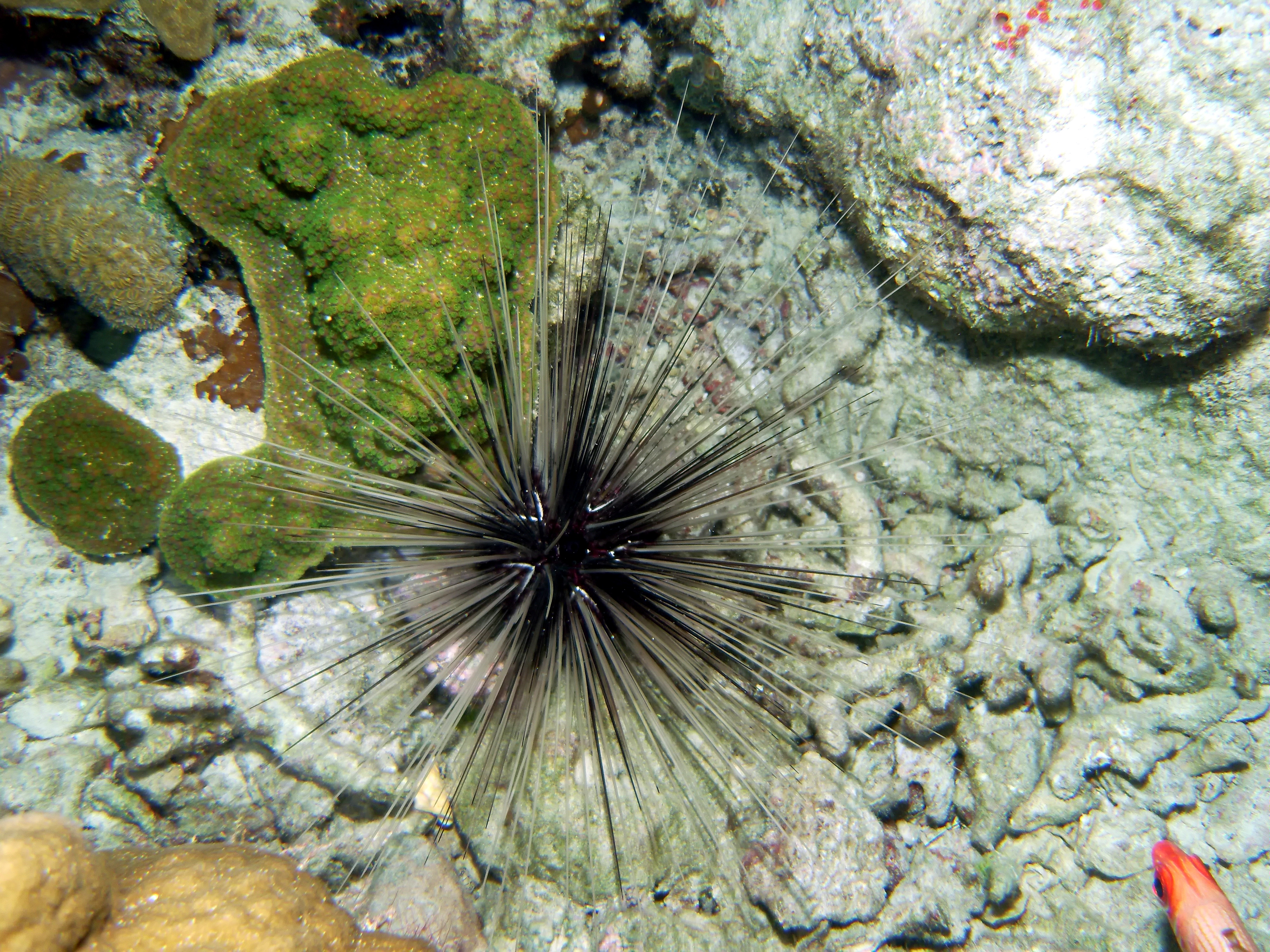
Een grijs individu bij de Bahama's.
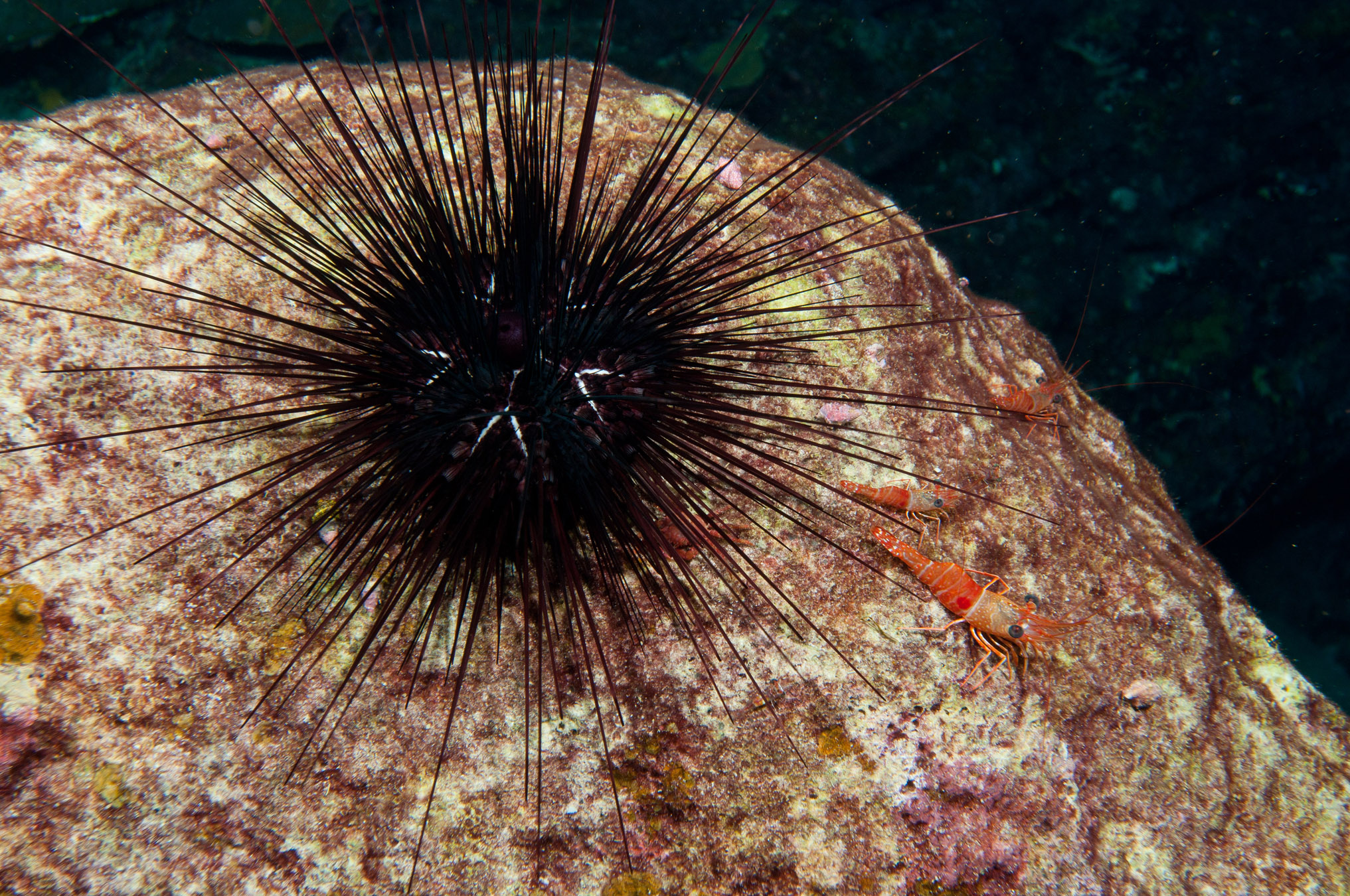
Een meer herkenbaar zwart individu.